# Paracassidinopsis sculpta
Paracassidinopsis sculpta är en kräftdjursart som beskrevs av Giuseppe Nobili1906. Paracassidinopsis sculpta ingår i släktet Paracassidinopsis och familjen klotkräftor. Inga underarter finns listade i Catalogue of Life.